# Borne milliaire de Gréolières
La borne milliaire de Gréolières  est une borne milliaire située en France, sur la commune de Gréolières dans le département des Alpes-Maritimes en région Provence-Alpes-Côte d'Azur.
Elle fait l'objet d'une inscription au titre des monuments historiques depuis le 9 septembre 1935.

## Description
La borne est taillée dans une pierre de 1,25 m de haut sur 0,40 m de diamètre.

L'inscription qu'elle porte indique qu'elle a été dressée en l'honneur de Caracalla qui a fait restaurer cette portion de voie et qu'elle se trouve à 11 millesdu début du tronçon : 

« IMP CAES M AUREL
ANTONINUS AUGG P
F PARTHIC M BRIT
TANIC M TRIB PO
TEST XVII COS IIII
P P PRONCON VIAM
VETUSTAT COLLA
BS REST CURAM AGE
NT IULIO HON
RATO OAUG EX PR
IMIBIL
M P XI »

En complétant les abréviations, on obtient le texte latin : « Imp(erator) Caes(ar) M(arcus) Aurel(ius) Antoninus Augg(ustus) P(ius) F(elix) Parthic(us) m(aximus) Brittanic(us) m(aximus) trib(unicia) potest(ate) XVII co(n)s(ul) IIII p(ater) p(atriae) procon(sul) viam vetustat(e) collabs(am) rest(ituit) curam agente Iulio Honrato p(rocuratore) Aug(usti) ex primibil(o) m(ilia) p(assuum) XI ».
La borne a été réemployée comme fût de croix, grâce à l'adjonction d'une croix en fer, ce qui l'a christianisée au moment où elle a été déplacée pour être dressée devant une chapelle. L'ensemble atteint 3,15 m de haut.

## Localisation
La borne milliaire est dressée devant la chapelle Sainte-Anne, à gauche de la route quand on sort du bourg de Gréolières en direction d'Andon.
Sur la même commune, une seconde borne gallo-romaine se trouve devant la chapelle de Notre-Dame de Verdelay. Il n'en reste que le tronçon inférieur, on voit l'amorce de la base cubique...

## Historique
D'après son inscription, la borne milliaire de Saint-Anne date du règne de l'empereur Caracalla, en 213, et aurait été érigée lors de la réfection d'une route. Son emplacement initial reste hypothétique, probablement sur l'ancien chemin du Haut-Gréolières (vers 43° 47′ 53″ N, 6° 56′ 49″ E), celui-là même qui a été nommé Via Vintiana par certains auteurs du XIXe siècle (comme Jules-René Bourguignat). Elle aurait été déplacée à son emplacement actuel en 1810.
La borne est inscrite au titre des monuments historiques en 1935,.

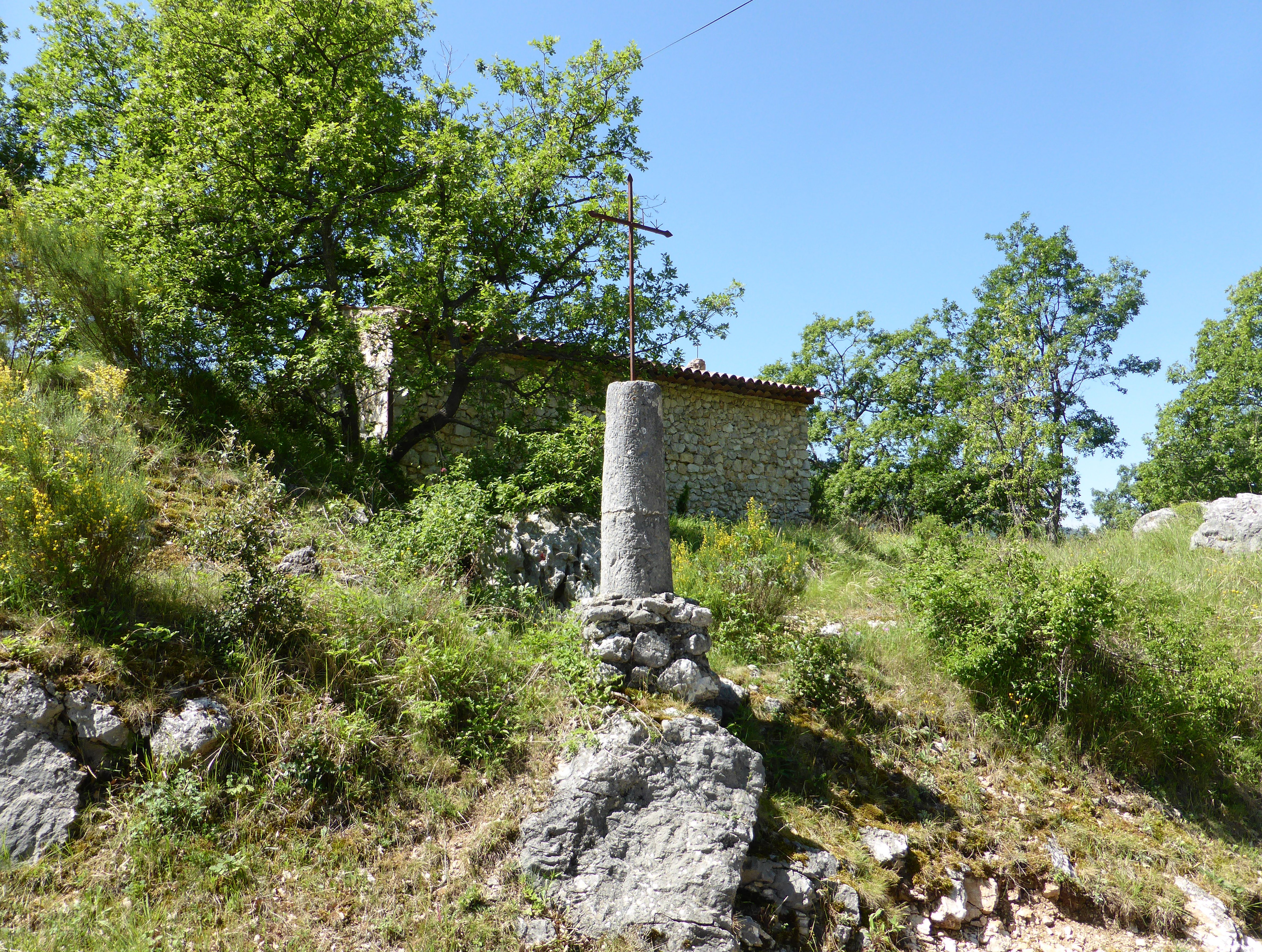
Borne milliaire de Gréolières devant la chapelle Sainte-Anne